# Para ler o Ocidente
Para ler o Ocidente – as origens de nossa cultura é um livro escrito pelo jornalista e ensaísta José Hildebrando Dacanal, publicado em 2013. O alentado livro elenca e analisa as principais obras literárias, históricas e filosóficas da Hélade, de Israel e de Roma, seguindo a tradição de histórias da literatura, a exemplo da História da literatura ocidental, de Otto Maria Carpeaux, que abordam as obras clássicas, ou canônicas, da cultura ocidental.
Destacou-se na crítica e na imprensa por analisar os livros da Bíblia como produções literárias e históricas e por interpretar que a democracia, a liberdade individual e a separação entre as esferas pública e privada são ideais de origem israelita – e não grega. 
O livro foi finalista do Prêmio Ages de Literatura 2014 na categoria não-ficção.